# Дуда Олександр Костянтинович
Дуда Олександр Костянтинович (народився 16 травня 1959 року) — професор, доктор медичних наук, завідувач кафедри інфекційних хвороб Національної медичної академії післядипломної освіти ім. П. Л. Шупика.

## Біографічні відомості
Народився в м. Зіньків, Полтавської обл. у родині військових-медиків. Закінчив СШ № 9 у м. Хмельницький. Після закінчення школи навчався в Київському медичному інституті імені О. О. Богомольця, якій закінчив у 1982 р. Після закінчення інституту працював у практичній охороні здоров'я. 1989—1991 — роки навчання в клінічній ординатурі. У 1991 році закінчив клінічну ординатуру при кафедрі госпітальної терапії, яку очолював на початку навчання чл.- кор АМН СРСР, проф. Грицюк О.Й, а на час закінчення клінічної ординатури — проф. Амосова К. М. Під час навчання в клінічній ординатурі був відповідальним і консультував хворих на дифтерію протягом двох років у інфекційному відділені Жовтневої лікарні, м. Київ. Після закінчення клінічної ординатури був запрошений на кафедру інфекційних хвороб КМІ, де почав свою трудову діяльність з 1991 р. на посаді асистента — пошукача, а з 1992 р. — асистента кафедри інфекційних хвороб. У 1996 році захистив дисертацію на здобуття наукового ступеня кандидат медичних наук. З 2002 року — доцент кафедри інфекційних хвороб. У 2007 році захистив дисертаційну роботу на здобуття наукового ступеня доктора медичних наук. З січня 2010 — завідувач кафедри інфекційних хвороб НМАПО імені П. Л. Шупика. У 2011 році присвоєне Вчене звання професор. З 2009 р. експерт МОЗ з материнської смерті, спричиненої інфекційними ускладненнями. Заступник проректора з лікувальної роботи НМАПО імені П. Л. Шупика. Заступник проректора з лікувальної роботи.
Член редакційних рад 5-и наукових і науково-практичних видань. Член двох спеціалізованих вчених рад з захисту дисертаційних робіт на здобуття наукового ступеня кандидат/доктор медичних наук. Член асоціації інфекціоністів України.

## Освіта
Закінчив Київський медичний інститут імені О. О. Богомольця, лікувальний факультет № 1 за фахом «лікарська справа».
Роки навчання 1976-82. Був членом наукового студентського товариства, старостою наукового студентського гуртка на кафедрі терапії.

## Захист дисертаційних робіт
Кандидатська дисертаційна робота «Особливості дифтерійного міокардиту у дорослих»; рік захисту — 1996, за спеціальністю 14.01.13 — інфекційні хвороби; науковий керівник — доктор медичних наук, проф. Возіанова Ж. І.
Докторська дисертаційна робота «Віддалені наслідки перенесених дифтерійних міокардитів (ранніх і пізніх)» рік захисту — 2007, наукові консультанти:
1. академік АМН України, заслужений діяч науки і техніки, заслужений лікар України, лауреат державної премії України в галузі науки та техніки, доктор медичних наук, проф. Возіанова Ж. І.;
2.чл.-кор. АМН України, лауреат державної премії України в галузі науки та техніки, доктор медичних наук, проф. Амосова К. М., Національний медичний університет імені О. О. Богомольця МОЗ України, завідувач кафедри госпітальної терапії № 1; за спеціальністю 14.01.13 — інфекційні хвороби

## Лікувальна і наукова діяльність
Наукова діяльність — інфекції дихальних шляхів, вірусні гепатити, інфекційні ускладнення серця, раціональна антибіотикотерапія. Кафедра працює на базі інфекційного відділення, яке є головним в лікуванні хворих на лептоспіроз. Автор понад 250 наукових публікацій, в тому числі 5 монографій, наукових та наукових-методичних посібників

## Перелік ключових публікацій
1. Амосова E.H., Дуда А. К., Ткаченко Л. А. Особенности клинического течения и функционального состояния миокарда у больных дифтерийным миокардитом // Український кардіологічний журнал. — 1997. — № 4; С. 48-52
2. Амосова E.H., Ткаченко Л. А., Дуда А. К. Клінічний перебіг і стан кардіогемодина-міки у хворих з різними варіантами дифтерійного міокардиту // Лікарська справа. — 1998. — № 4.; С. 53-57.
3. Возианова Ж. И., Дуда А. К., Амосова E.H. Критерии диагностики дифтерийного миокардита //Лікарська справа. — 1999. — № 4; С. 48-52
4. Амосова E.H., Ткаченко Л. А., Дуда А. К., Казаков В. Е. Особенности изменений сис-толической и диастолической функций левого желудочка у больных дифтерийным миокардитом по данным допплер-эхокар-диографического исследования //Україн-ський кардіологічний журнал. — 1999. — № 4.; С. 48-52
5. Возианова Ж.И, Дуда А. К., Подолюк O.А. Особенности течения дифтерии у лиц по-жилого и старческого возраста // Проблемы старения — 2002. том 11. — № 1; С. 36-41.
6. Возіанова Ж. І., Дуда О. К., Голубовська O.A. ВИЧ — инфекция — актуальность и реальность // «Medicus Amicus», Харьков, № 3, 2003; С. 2-4
7. Респіраторний дістрес синдром дорослих /Інфекційні і паразитарні хвороби — Київ, — «Здоровя», 2002 — том ІІІ // Підручник під редакціє Возіанової Ж. І.; С. 457—475
8. Дуда А. К. Жигарев Ю. А., Трихлеб В.И Острый респираторный дистресс синдром в инфектологии // Сімейна медицина — 2010. — № 3; С. 93-97
9. Трихлеб В.И, Дуда А. К. Церебральная форма малярии. Актуальность. Клиника. // Профілактична медицина — 2010 — № 4 (12); С. 45-49
10. Дуда О. К., Вдовиченко Ю. П., Бойко В. О. Хронічний вірусний гепатит С у вагітних: клініко-епідеміологічні особливості // Здоровье женщины — 2011 — № 2(58); С 87-89
11. Дуда О. К., Жигарєв Ю.О Мікоплазмова респіраторна інфекція (лекція) // Сімейна медицина –2010. — № 4; С. 52-56
12. Дуда О. К., Менжуліна Є. В. Лептоспироз Мистецтво лікування — 2011. — № 7; С 39-43
13. Дуда О. К. Окружнов Н. В., Жигарєв Ю.О «Діарея мандрівників» //Семейная медицина — 2012. — № 2.; С 34-36
14. Дуда О. К. Бойко В. А. Болезнь Вильсона и беременность (клиническая лекция) // Здоровье женщины — 2012 — № 5 (71); С. 57-61
15. Дуда О. К., Краснов М. І., Козько В.М Герпетична та герпесвірусна інфекція // Навчальний посібник, Київ, 2015; 96 c.
16. Дуда О. К., Бойко В. О., Беклеміщєва А. О. Краснуха: особливості перебігу у дорослих //Актуальная инфектология — 2015 — № 4 (9); С. 23-28
17. Дуда А. К., Бойко В. А., Агафонкина И. Н., Яковлева О. В. Вирусный гепатит С — современные возможности диагностики (клиническая лекция) // Актуальная инфектология — 2015 — № 4 (8); С. 48-58
18. Дуда А. К., Бойко В. А., Коцюбайло Л. П., Окружнов Н.В Место пробиотиков в комплесной терапии антибиотикоассоции-рованной диареи // Сучасна гостроентеро-логія № 6 (92), 2016; С. 85-89
19. Дуда О. К., Бацюра А. В., Бойко В. А., Матюха Л. Ф., Окружнов Н.В Хвороба Лайма: сучасні клініко-епідеміологічні, діагностичні та терапевтичні підходи // Навчальний посібник, Київ, 2016; 80 c.
20. Дуда О. К., Коцюбайло Л. П. Сучасна імунотропна терапія хворих на коронавірусні інфекції // Актуальная инфектология — 2016 — № 3 (12); С. 33-37

## Міжнародна співпраця
Співпраця з Вітебським медичним університетом. Знання мов — англ., польська.